# Велосипедне гальмо
Велосипедне гальмо — пристрій для сповільнення, зупинки велосипеда та обмеження його швидкості на спуску. Залежно від гальмівного механізма бувають ободові, дискові і барабанні. За типом привода — механічні або гідравлічні.

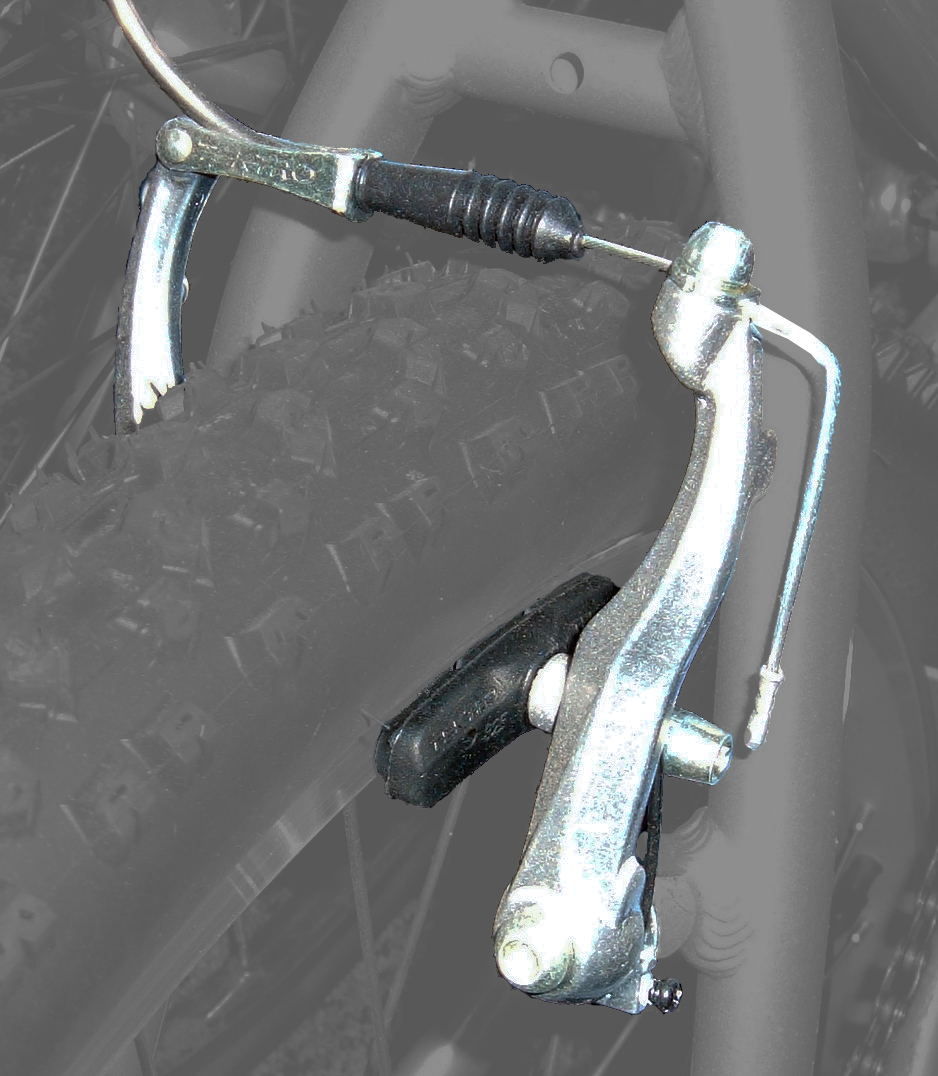
Обідне механічне гальмо типу V-Brake
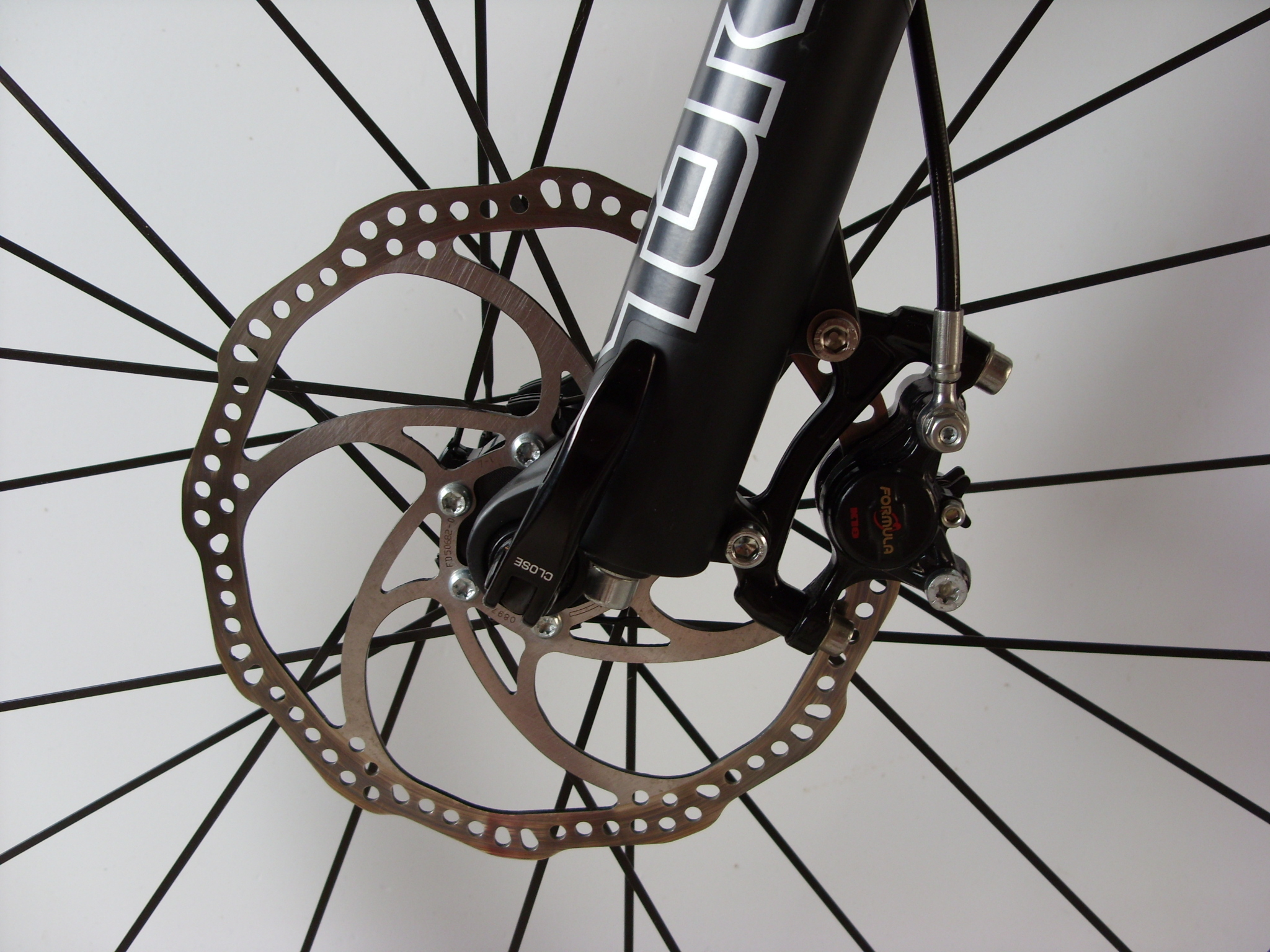
Дискове гальмо з гідравлічним приводом
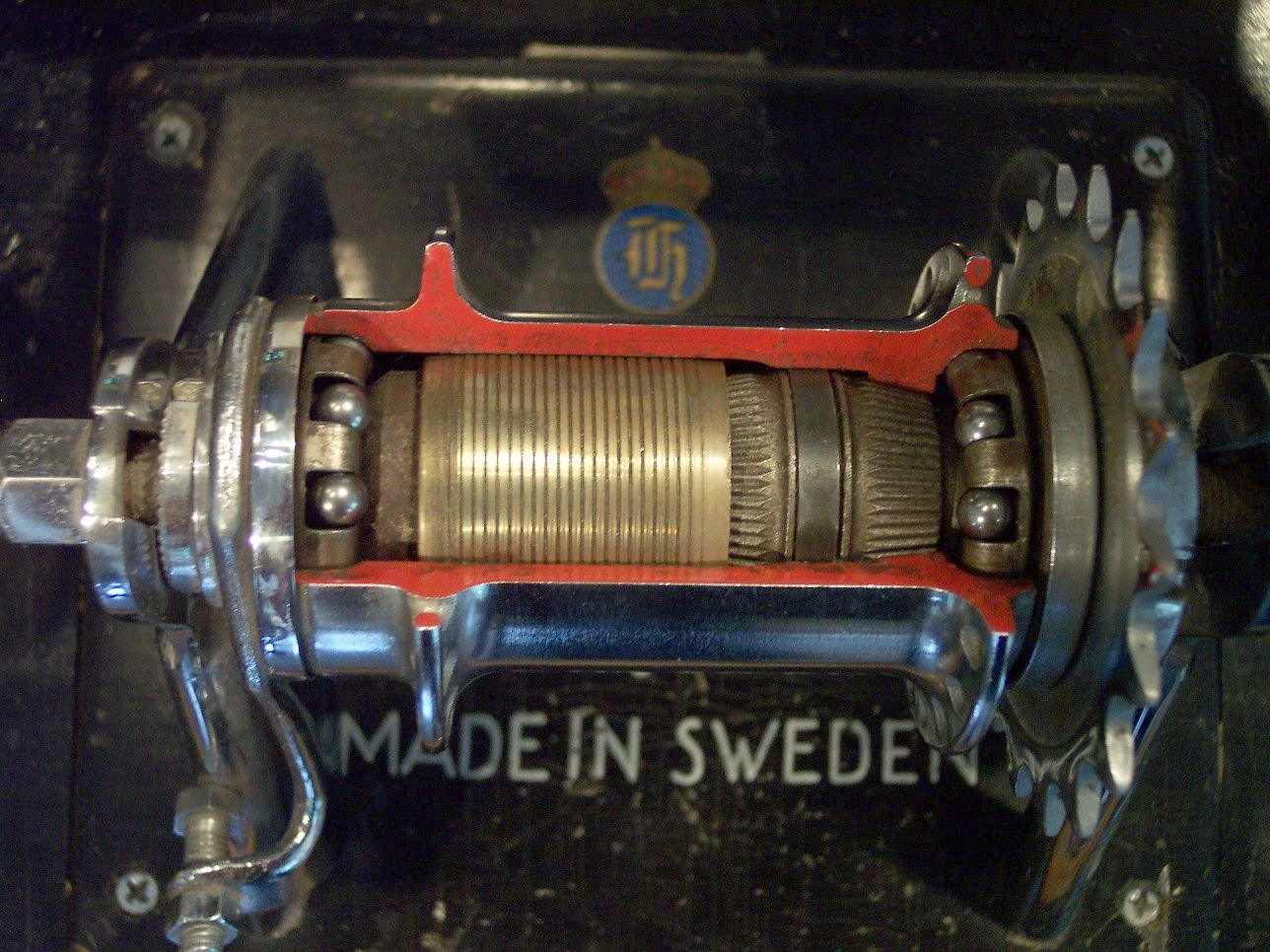
Розріз задньої втулки із барабанним гальмом